# Gianfranco Guareschi
Gianfranco Guareschi (Parma, 17 aprile 1975) è un pilota motociclistico italiano ritiratosi dall'attività agonistica.

## Carriera
Seguendo le orme del fratello Vittoriano, anch'egli pilota motociclistico, esordì nel Trofeo Benelli nel 1992 piazzandosi al secondo posto, dal 1996 al 1998 fu fra i primi in classifica nel campionato italiano scooter, nel 1999 si classificò al settimo posto nel campionato italiano 600SP. Conquistò il primo posto nel trofeo moto estate 600SP e nel 2000 fu terzo nel campionato italiano 600SP.
Nel 2001 corre il gran premio d'Italia a Monza nel campionato mondiale Supersport con una Suzuki GSX R600 del team 2000 Racing, non termina la gara a causa di un ritiro. Nello stesso anno corre tre gare nel campionato italiano velocità sempre nella categoria Supersport, ottenendo un terzo posto.
L'anno successivo corre il campionato Europeo Velocità ed il campionato italiano ancora nella categoria Supersport, posizionandosi quarto con 73 punti a livello continentale e quinto con 44 punti a livello nazionale.
Continua nell'europeo e nell'italiano Supersport anche nel 2003 passando a guidare una moto Kawasaki, i risultati stagionali lo vedono settimo con 59 punti in europa e 23º con 2 punti in italia. Le due annate successive lo vedono competere solo a livello nazionale nella categoria Superstock 1000, chiudendo settimo nella classifica piloti del 2004 con 36 punti e quinto nel 2005 con 70 punti, in entrambi i casi equipaggiato da una Kawasaki.
Nel 2006 si laureò campione italiano Supertwins e vinse a Daytona nella Battle of the Twins con la Moto Guzzi MGS 01. Bissò lo stesso successo nel 2007, riconquistando la vittoria a Daytona, sempre in sella alla Moto Guzzi MGS 01. Terminata la propria carriera agonistica, rimane nel mondo del motociclismo lavorando per l'officina di famiglia.

## Risultati in gara

### Campionato mondiale Supersport
| 2001 | Moto   |  |  |  |     |  |  |  |  |  |  |  | Punti | Pos. |
| ---- | ------ |  |  |  | --- |  |  |  |  |  |  |  | ----- | ---- |
| 2001 | Suzuki |  |  |  | Rit |  |  |  |  |  |  |  | 0     |      |

| Legenda | 1º posto        | 2º posto            | 3º posto           | A punti      | Senza punti        | Grassetto – Pole position Corsivo – Giro più veloce |
| Legenda | Gara non valida | Non qual./Non part. | Ritirato/Non class | Squalificato | '-' Dato non disp. | Grassetto – Pole position Corsivo – Giro più veloce |